# Hugo Winckler

1900 ca.

Hugo Winckler (Gräfenhainichen, 4 luglio 1863 – Berlino, 19 aprile 1913) è stato un archeologo e storico tedesco.

## Biografia
Winckler era uno studioso delle lingue dell'Vicino Oriente antico. Egli pubblicò molti lavori sulla scrittura cuneiforme assira e sul Vecchio Testamento, compilò una storia di Babilonia e dell'Assiria che fu pubblicata nel 1921 e tradusse il Codice di Hammurabi e le Lettere di Amarna.  Nel 1904, fu nominato professore di lingue orientali presso l'Università di Berlino.
Nel 1906, Winckler diresse una campagna di scavi in Turchia, a Boğazkale e a Kanesh, con il sostegno della Deutsche Orient-Gesellschaft, accompagnato dall'archeologo ottomano Theodore Makridi Bey. Gli scavi di Winckler portarono alla luce migliaia di tavolette d'argilla cotta; molte di queste erano incise con un linguaggio cuneiforme fino ad allora sconosciuto: la lingua ittita. Il gran numero di reperti rinvenuti nel sito permisero a Winckler di disegnare uno schema preliminare di storia ittita nel XIV e XIII secolo a.C.
Winckler continuò a dirigere gli scavi presso il sito fino al 1912; i suoi ritrovamenti a Boğazkale dimostrarono che quella città era stata la capitale di un grande impero dell'antichità. Si trattava di Ḫattuša, capitale del regno ittita.
Molte critiche vennero sollevate sul lavoro di Winckler negli scavi ad Ḫattuša anche dagli archeologi a lui contemporanei. Purtroppo gli scavi non furono condotti con metodiche rigorose e precise (non vennero registrati i luoghi dei ritrovamenti e molte tavolette furono danneggiate) e questo ha reso difficile agli archeologi successivi ricostruire il sistema di archiviazione e di conservazione dei documenti da parte degli scribi ittiti. Comunque è grazie alle tavolette ritrovate da Winckler che l'assiriologo ceco Bedřich Hrozný,tra il 1914 e il 1917, riuscì a decifrare e tradurre la lingua ittita che risultò essere una lingua indoeuropea.
Il lavoro di Winckler fu celebrato da Otto Rank in L'arte e l'artista (Kunst und Künstler, 1932).

## Opere
- (DE) Die Keilschrifttexte Sargons, 1889.
- (DE) Untersuchungen zur altorientalischen Geschichte, Leipzig, Pfeiffer, 1889.
- (EN) Geschichte Babyloniens und Assyriens, 1892. (English translation, 1907)
- (DE) Alttestamentliche Untersuchungen, 1892.
- (DE) Geschichte Israels, 1898.
- (DE) Gesetze Hammurabis, 1904.
- (DE) Die jüngsten Kämpfe wider den Panbabylonismus, Leipzig, J.C. Hinrichs, 1907.
- (DE) Die babylonische Geisteskultur, 1908.